# Jean-François Rapin
Pour les articles homonymes, voir Rapin.
Jean-François Rapin, né le 11 mai 1966 à Boulogne-sur-Mer, est un médecin et homme politique français. Membre des Républicains, il est sénateur du Pas-de-Calais et conseiller régional des Hauts-de-France.

## Biographie

### Études et carrière professionnelle
Jean-François Rapin suit ses études de médecine à la faculté publique de Lille. Il effectue des stages d'externe à Lille, Boulogne-sur-Mer et Armentières, d'interne de médecine générale au Service mobile d'urgence et de réanimation (SMUR), de pneumologie à Helfaut, de neurologie à Boulogne-sur-Mer et de gynécologie-obstétrique au CHRU de Lille.
Il effectue également plusieurs remplacements de médecine générale dans l'arrondissement de Montreuil.
Après avoir soutenu sa thèse en 1995, il s'installe en cabinet libéral à Merlimont.

### Carrière politique
Adhérent du Rassemblement pour la République (RPR) à partir de 2000, il rejoint deux ans plus tard l'Union pour un mouvement populaire qui devient Les Républicains en 2015.

#### Mandats locaux
En 1995, il est élu adjoint au maire puis en 2001, maire de Merlimont. Il est réélu en 2008 et 2014 et quitte ses fonctions, en raison du non-cumul des mandats, en 2016. Il est également, jusqu'en 2016, vice-président de la communauté de communes mer et terres d’Opale, chargé de l’environnement durable et de la gestion durable des déchets, et premier vice-président du syndicat intercommunal à vocation multiple (SIVOM) de la région d’Étaples. Il est secrétaire général, de 2012 à 2014, puis président, de 2014 à 2016, de l'Association des maires du Pas-de-Calais.
De 2004 à 2015, il est conseiller régional du Nord-Pas-de-Calais au sein du groupe « L'Opposition régionale » où il siège à la commission permanente et à la commission « Mer ». En décembre 2015, il est élu conseiller régional de Hauts-de-France et siège dans la majorité au sein de la commission permanente et de la commission « audit interne ».

#### Mandat national
En janvier 2016, il accède au siège de sénateur du Pas-de-Calais, en remplacement de Natacha Bouchart, devenue vice-présidente du Conseil régional Hauts-de-France. Élu en septembre 2017, il est actuellement membre de la commission des finances. Il a été élu vice-président de la commission des affaires européennes en 2019 avant d'en devenir président en octobre 2020.
Il est visé en novembre 2023 par une plainte déposée à l’Ordre des médecins pour avoir voté pour la suppression de l'Aide médicale d’État, ce qui, en portant «atteinte, directement, à la santé physique et psychique d’une population connue pour être particulièrement vulnérable», constituerait une violation du code de la Santé publique selon les plaignants.

#### Autres fonctions
De 2008 à 2016, il est membre du Comité des finances locales.
Il occupe également les postes de président de l’Association nationale des élus du Littoral (ANEL), membre du bureau du Conseil national de la mer et des littoraux depuis 2012 et président du Conseil de rivages Manche - Mer du Nord (délégation régionale du Conservatoire du littoral) depuis 2015. Il est également, de 2013 à 2018, premier vice-président du parc naturel marin des estuaires picards et de la mer d’Opale.
Il soutient François Fillon pour la primaire française de la droite et du centre de 2016.